# 弗林德斯河

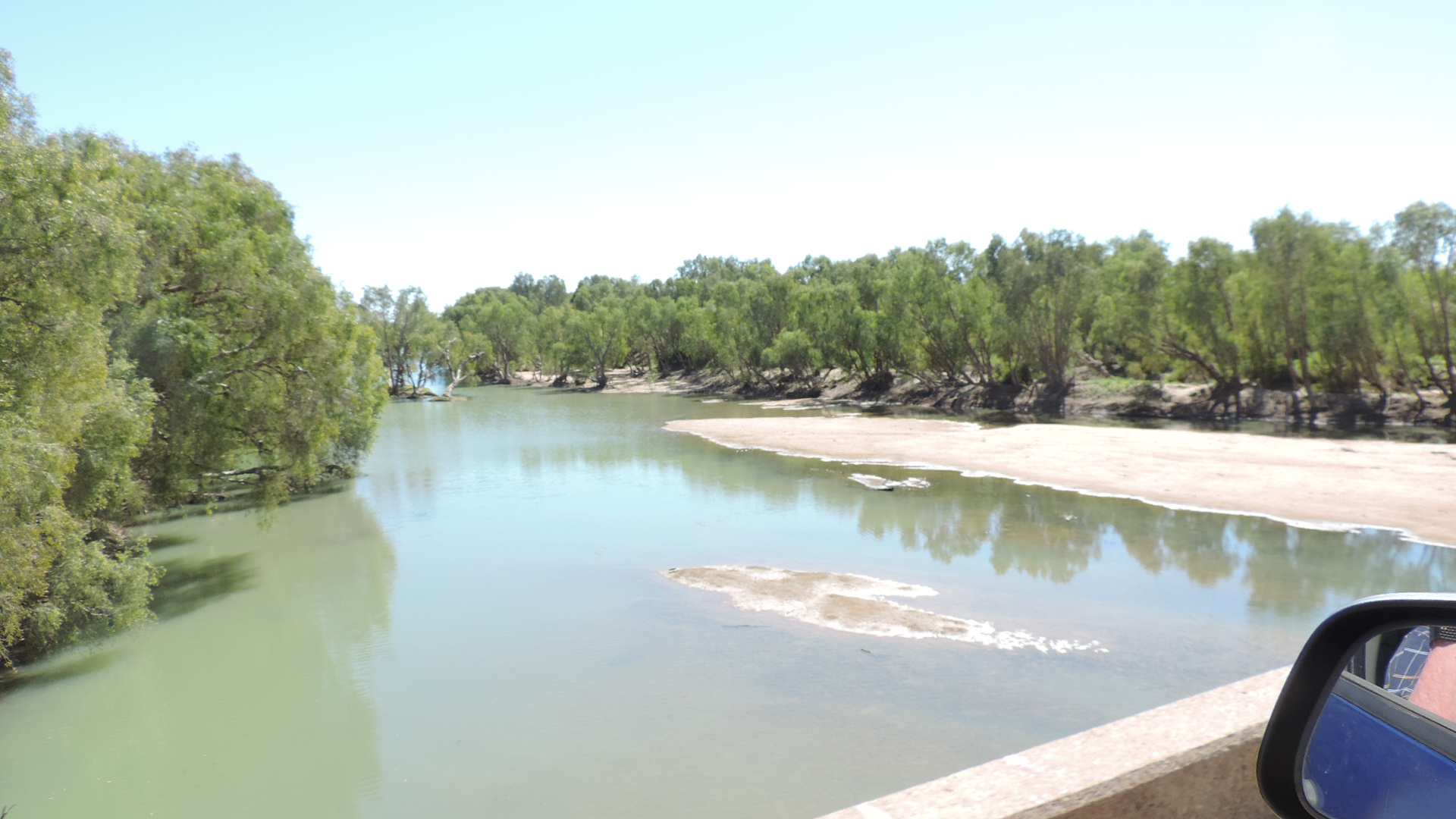

弗林德斯河（Flinders River）是澳大利亞昆士蘭州最長的河流，全長約1,004（624英里）。這條河流得名於探險家馬修·福林達斯。